# Ficinia lucida
Ficinia lucida är en halvgräsart som beskrevs av Charles Baron Clarke. Ficinia lucida ingår i släktet Ficinia och familjen halvgräs. Inga underarter finns listade i Catalogue of Life.